# Kheybarī
Kheybarī (persiska: خيبری) är en ort i Iran.   Den ligger i provinsen Khorasan, i den östra delen av landet, 700 km öster om huvudstaden Teheran. Kheybarī ligger 1 065 meter över havet och antalet invånare är 861.
Terrängen runt Kheybarī är platt.Runt Kheybarī är det glesbefolkat, med 14 invånare per kvadratkilometer. Närmaste större samhälle är Gonābād, 4,7 km väster om Kheybarī. Omgivningarna runt Kheybarī är i huvudsak ett öppet busklandskap.